# Rys kanadský
Rys kanadský (Lynx canadensis) je jeden ze čtyř druhů rysů. Vyskytuje se v severní části Severní Ameriky. Je přizpůsoben životu v chladnějších částech lesů mírného pásu a v kanadské tajze. Vyznačuje se velmi hustou a jemnou kožešinou.

## Popis
Rys kanadský dosahuje délky 67–107 cm a v kohoutku měří 48–56 cm. Charakteristickým znakem je nápadná srst na tvářích a až 10 cm dlouhý hustý a jemný kožich, v létě světle šedé a v zimě stříbrobílé barvy. Ocas je 5–15 centimetrů dlouhý, pahýlovitý s černým koncem. Dosahuje hmotnosti 4,5–17,3 kg (průměr 8–11 kg), což je asi poloviční váha oproti rysu ostrovidovi. Nohy má rys relativně dlouhé, zadní jsou delší než přední, což kočce dodává charakteristickou siluetu. Typickým morfologickým znakem jsou velmi široké tlapy připomínající sněžnice, které snižují plošné zatížení a umožňují rysovi pohybovat se s jistotou po zasněžené zemi. Srst, jež tlapy pokrývá, je obzvláště hustá a dlouhá.

## Biologie
Rysi kanadští jsou samotářská zvířata, která žijí převážně nočním životem. Velikost jejich teritoria se pohybuje od 11 do 300 km² (průměr 15–50 km²).
Jsou to výhradní masožravci. Jejich hlavní kořistí jsou zajíci měniví (Lepus americanus), na jejichž životních cyklech (populační křivka má desetiletý interval) jsou kočky do značné míry závislé. V průměru uloví jednoho za 1–2 dny. Někde je to jejich prakticky jediná kořist (až 97 %), na jiných místech loví i jiná zvířata, především hlodavce, ptáky a ryby. Jsou schopni zdolat i nemocné, slabé či velmi mladé kopytníky (především karibu). Pokud mají příležitost, konzumují i mršiny.
Rysi se páří v nejčastěji v březnu (některé zdroje udávají leden-únor). Po cca 56–70 dnech březosti vrhnou samice 1–6 mláďat (nejčastěji 2–3). Mláďata zůstávají se svou matkou přibližně 10 měsíců, sourozenci spolu mohou být ještě o něco déle. Pohlavní zralosti dosahují samice (21 měsíců) dříve než samci (33 měsíců). V přírodě se dožívají věku do 14–15 let, v zajetí to může být až 26–27 let.
Úmrtnost mláďat silně závisí na hojnosti hlavní kořisti, tedy zajíce měnivého - pokud je jeho populace velké, úmrtnost mláďat je nízká.

## Chovy v ZOO
V České republice chovala rysy kanadské např. Zoo Ostrava – od roku 1998 se zde podařilo odchovat téměř třicet mláďat, v roce 2010 však zoo s chovem skončila. Je chován v Zoo Brno, ZOO Dvorec a Zoo Plzeň. Mimo to jej lze najít i v soukromých chovech. Na Slovensku je chován v Zoo Bratislava a v minulosti i v Zoo Bojnice.

## Fotografie

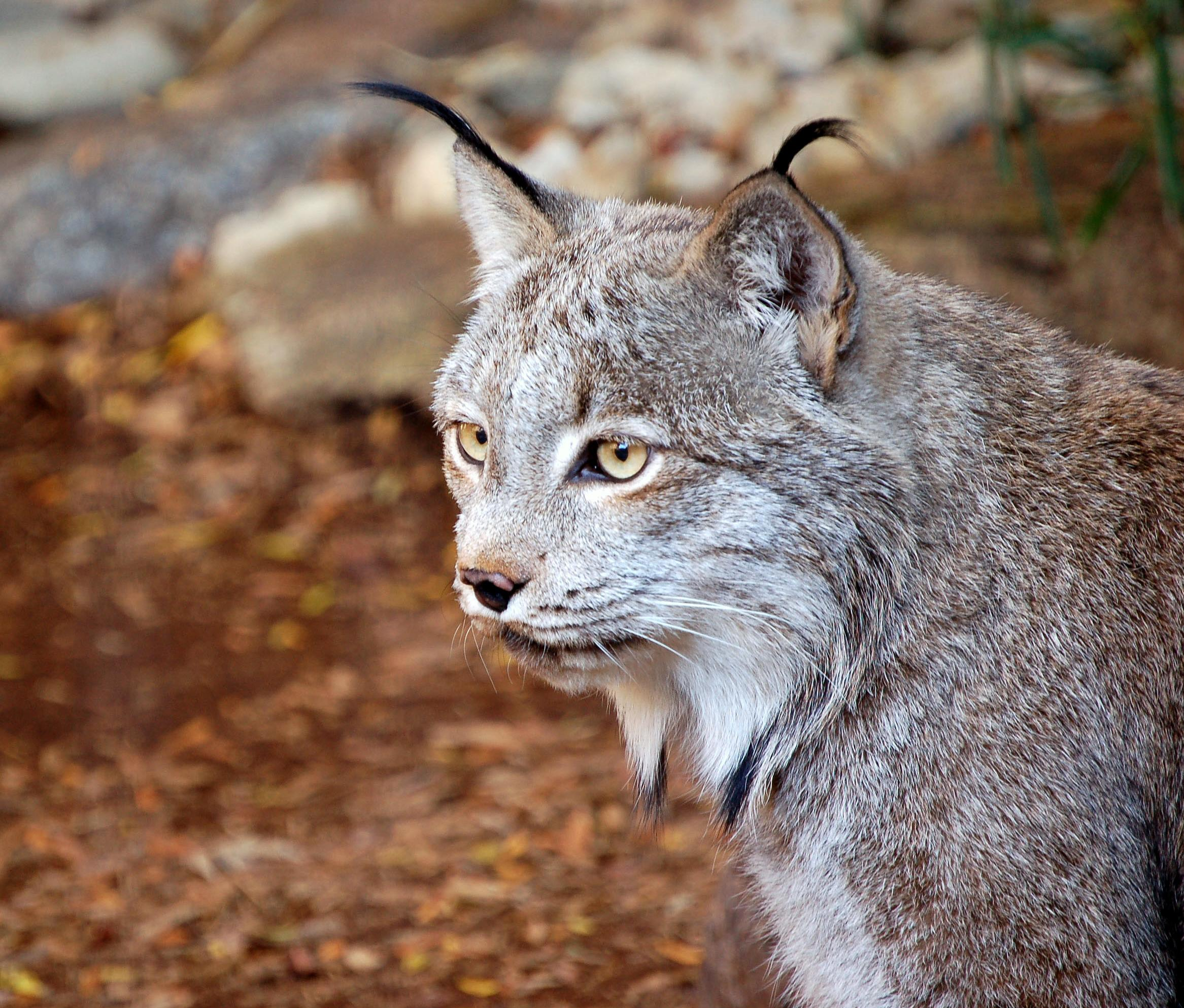
dospělý jedinec
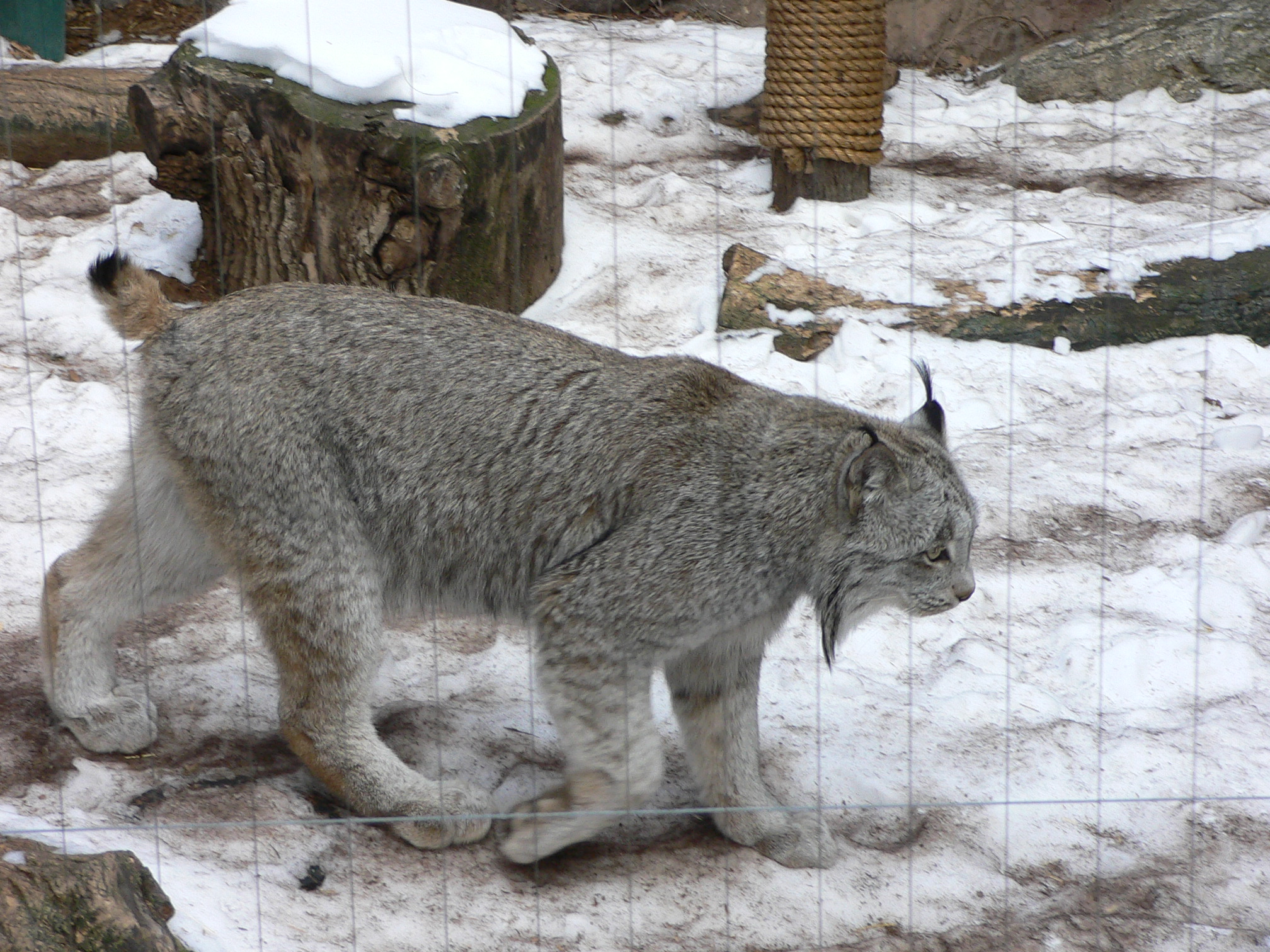
dospělý jedinec
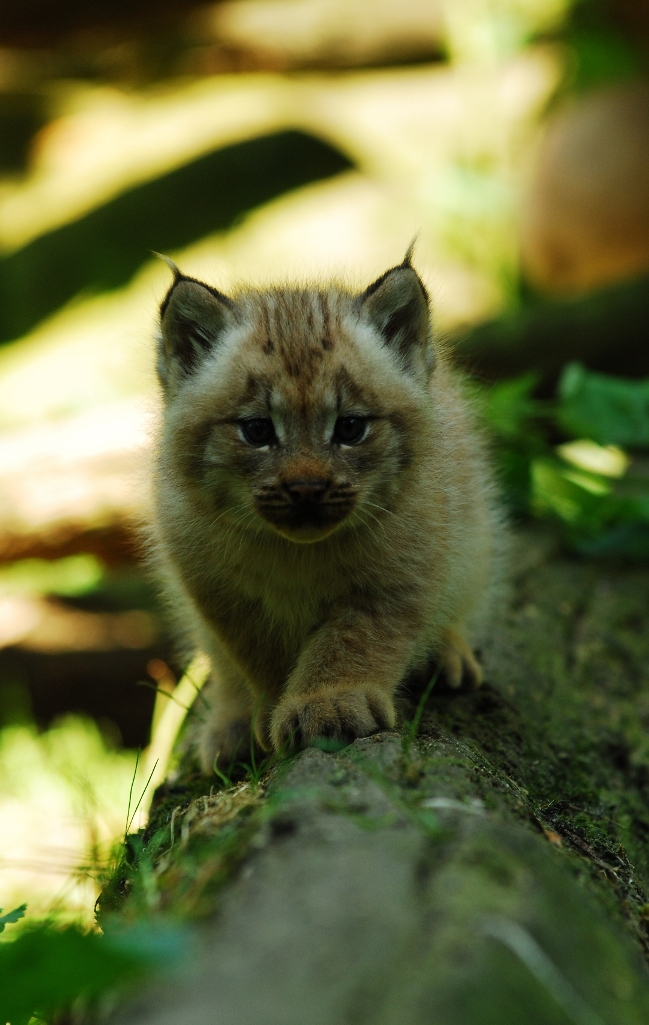
kotě
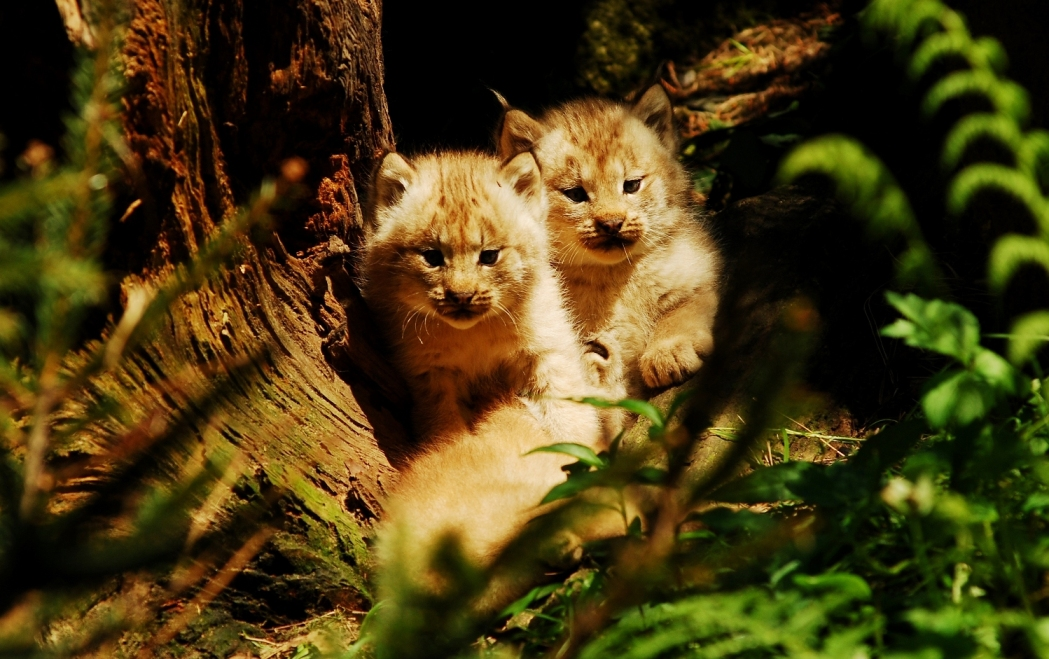
koťata